# بريجيت اكشتاين
بريجيت اكشتاين (بالألمانية: Brigitte Eckstein) (و. 1926 – 2007 م) هي فيزيائية، وأستاذة جامعية من ألمانيا . ولدت في برلين.
توفيت في آخن ، عن عمر يناهز 81 عاماً.

## مناصب وهيئات
أدارت الجامعة التقنية الراينية الفستفالية.